# جامعة الولاية الحرة
جامعة الولاية الحرة هي جامعة عامة متعددة، يقع الحرم الجامعي في بلومفونتين، عاصمة الولاية الحرة، العاصمة القضائية لجنوب أفريقيا. أُسست لأول مرة كمؤسسة للتعليم العالي في عام 1904، كجزء جامعي من كلية جراي. وأُعلنت كجامعة مستقلة للغة الأفريقانية في عام 1950، وغُيير الاسم إلى جامعة أورانج فري ستيت. الجامعة لديها حرمان جامعيان. وفي البداية كانت للبيض فقط، ثم أُلغيَ الفصل الكامل للجامعة في عام 1996، وعُيّن أول نائب أسود لرئيس الجامعة عام 2010.